# HNK Vukovar '91
HNK Vukovar ´91 je bio nogometni klub iz hrvatskog grada Vukovara.

## Povijest
Početkom Domovinskoga rata prestaju s radom svi Vukovarski nogometni klubovi, a 1991. godine u progonstvu, u Zagrebu, se osniva NK Vukovar '91 kao spomen na vukovarske žrtve i heroje. U srpnju 1992. godine se spajaju NK Vukovar '91 i RNK Sloga Vukovar s ciljem da NK Vukovar '91 dobije bolji rang natjecanja. Stoga se NK Vukovar '91 uzima kao pravni sljednik RNK Sloge. Od 1995. do 1998. klub zamrzava svoj status, a zatim obnavlja rad. Klub je u sezoni 1999./2000. bio član 1. HNL.
Klub je prestao s radom veljače 2012. godine zbog dugova. Stečajni postupak je započet 15. ožujka 2012. godine, a klub je kao pravni subjekt službeno ugašen 31. srpnja 2017. godine. Umjesto njega osnovan je novi klub HNK Vukovar 1991.

## Nastupi u 1. HNL
- 1999./00. – 12. mjesto

## Nastupi u završnicama kupa

### Kup maršala Tita
1959./60.
- šesnaestina završnice: NK Sloga – NK Lokomotiva Zagreb 2:6

## Poznati bivši igrači
- Fatmir Vata
- Vladimir Balić
- Danijel Popović
- Advam De Oliveira